# Naomie Kabakaba
Naomie Kabakaba Nsiala, née le 4 février 1998, est une footballeuse internationale congolaise qui joue en tant que défenseure au Al-Ahli FC.

## Carrière
Naomie Kabakaba joue pour le FCF Bafana Bafana et OCL Cité en République démocratique du Congo. Le 4 février 2023, elle est transférée dans l'équipe de la Super League féminine turque de football Galatasaray. Kabakaba joue pour la RD Congo au niveau senior lors du Tournoi de qualification olympique féminin de la CAF 2020 (troisième tour).

### Matchs internationaux
Les scores et les résultats listent les buts de la RD Congo en premier
| Non. | Date            | Lieu                                              | Adversaire | Score | Résultat | Concours                    | Réf. |
| ---- | --------------- | ------------------------------------------------- | ---------- | ----- | -------- | --------------------------- | ---- |
| 1    | 24 février 2020 | Estadio de Ebibeyin, Ebibeyin, Guinée équatoriale | Tchad      | 3 –0  | 4–2      | Coupe féminine UNNIFAC 2020 |      |
| 2    | 24 février 2020 | Estadio de Ebibeyin, Ebibeyin, Guinée équatoriale | Tchad      | 4 –0  | 4–2      | Coupe féminine UNNIFAC 2020 |      |